# Michael Fishman
Michael Fishman (Long Beach, 22 ottobre 1981) è un attore statunitense.

## Biografia
Fratello maggiore dell'attore Matthew Fishman, Michael ha ricoperto il ruolo di uno dei figli, David Jacob 'D.J.' Conner, nella popolare sit-com Pappa e ciccia, che lo ha reso noto a livello internazionale.
Appena giunto al compimento del diciottesimo anno di età ha sposato Jennifer Briner, dalla quale ha avuto un figlio e una figlia.

## Riconoscimenti

### Young Artist Awards
- Candidatura al miglior giovane attore sotto i nove anni per Pappa e ciccia (Roseanne) (1989)
- Candidatura al miglior giovane attore sotto i nove anni per Pappa e ciccia (Roseanne) (1991)
- Miglior interpretazione: giovane attore in una serie comica TV per Pappa e ciccia (Roseanne) (1995)

### Premi YoungStar
- Candidatura al miglior interpretazione di un giovane attore in una serie TV commedia per Pappa e ciccia (Roseanne) (1997)

### Premio Emmy
- Nomination design eccezionale di produzione/ direzione artistica per scienza dello sport (2007)

### Premio TV Land
- Innovator award per Pappa e ciccia (Roseanne) (2008)

## Filmografia parziale

### Attore
- Pappa e ciccia (Roseanne) – serie TV, 229 episodi (1988-2018)
- Baby Bigfoot 2 (Little Bigfoot 2: The Journey Home), regia di Art Camacho (1997)
- Seinfeld – serie TV, episodio 9x09 (1997)
- Hitz – serie TV, episodio 1x12 (1997)
- Walker Texas Ranger (Walker, Texas Ranger) – serie TV, episodio 7x12 (1999)
- A.I. - Intelligenza artificiale (Artificial Intelligence), regia di Steven Spielberg (2001)
- Scartato (Undrafted), regia di Joseph Mazzello (2016)
- The Conners – serie TV (2018 - in corso)

### Doppiatore
- Chiudi gli occhi e sogna - Little Rosey (Little Rosey) - serie animata, 1 episodio (1990)
- Hey, Arnold! - serie animata, 1 episodio (1996)